# 개브리엘 토머스
개브리엘 리사 토머스(영어: Gabrielle Lisa Thomas, 1996년 12월 7일~)는 미국의 육상 선수로 주 종목은 단거리이다. 주로 200미터에 출전한다. 2020년 하계 올림픽 여자 200m에서 동메달을 획득했으며, 2024년 하계 올림픽에서는 같은 종목에서 금메달을 획득했다.

## 어린 시절
개브리엘 토머스는 1996년 12월 7일 미국 조지아주 애틀랜타에서 이란성 쌍둥이로 남자 형제와 함께 태어났다. 2007년에 매사추세츠 대학교에서 가르치는 어머니를 따라서 가족이 플로렌스로 이사했으며 개브리엘 토머스는 거기서 육상을 시작했다. 고등학교는 윌리스턴 노샘프턴 스쿨로 진학하여 학교를 대표하는 육상 선수가 되었다.
이후 하버드 대학교에 진학하여 신경생물학 및 국제보건학을 전공하였으며, 하버드 대학교에 다니는 동안 6개의 서로 다른 종목에서 22개의 컨퍼런스 타이틀을 획득하여 100m, 200m 및 실내 60m 에서 모교 및 아이비리그의 기록을 모조리 경신했다. 2018년 10월에는 프로로 전향하면서 학부 졸업을 1년 연기한다.
2019년에 하버드 대학교를 졸업한 뒤에는 텍사스 주 오스틴에서 전 미국 국가대표 허들 경주 선수였던 토니아 버포드 베일리의 지도를 받기 시작했다. 그리고 텍사스 대학교 건강 과학 센터에 진학하여 2023년 5월에 전염병학으로 석사 학위를 취득했다.

## 선수 경력

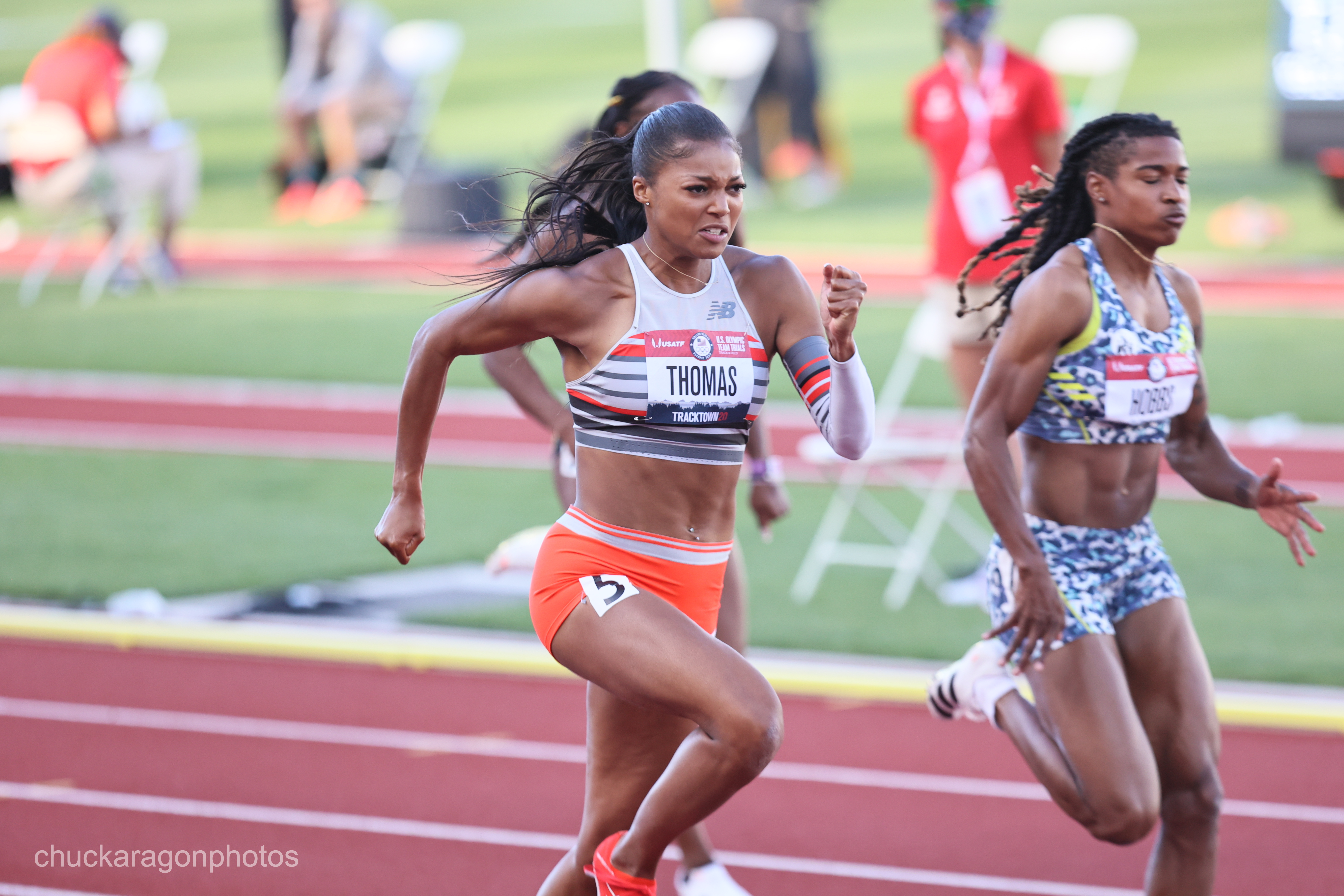
2020년 미국 올림픽 국가 대표 선발전에서의 개브리엘 토머스(왼쪽).

2021년에는 MRI 검사에서 간에 종양이 발견되었지만 양성으로 판명되었다. 그해 코로나 19로 연기된 2020년 도쿄 올림픽에 출전하여 200m예선에서 21.61초의 기록을 세웠는데, 이것은 1988년 서울 올림픽에서 플로렌스 그리피스조이너가 세운 세계 기록 바로 다음 가는 기록이었다. 그러나 결승전에서는 자메이카의 일레인 톰프슨헤라가 금메달을 차지하였으며 개브리엘 토머스는 21.87초의 기록으로 동메달을 획득했다. 4x100m 계주 결승에서는 미국 팀의 일원으로 출전하여 자메이카에 이어 은메달을 차지했다.
2023년에는 세계 육상 선수권 대회 여자 200m에서 21.81초의 기록으로 자메이카의 셰리카 잭슨에 이어 은메달을 획득했다.
2024년 7월 20일에는 영국 런던에서 열린 다이아몬드 리그 대회 200m에서 21. 82초의 기록으로 우승했다. 2024년 8월에는  파리 올림픽 여자 200m에서 21.83초의 기록으로 금메달을 획득했다. 
이어 4x100m 계주에서 멀리사 제퍼슨, 트와니샤 테리, 셔캐리 리처드슨과 팀을 이루어 41.78초의 기록으로 금메달을 획득했으며, 4x400m 계주에서도 섀미어 리틀, 시드니 매클로플린, 알렉시스 홈스와 팀을 이루어 우승함으로써 파리 올림픽에서 3관왕을 달성했다.